# جيمس دونكان (ملحن)
جيمس دونكان هو عازف جاز وملحن ومنتج أسطوانات كندي، ولد في 12 نوفمبر 1968 في تورونتو في كندا.